# Route 9 (Colombie-Britannique)
La Route 9 est une route sud / nord dans l'est de la région de Fraser Valley. Elle agit comme lien principal vers le village de Harrison Hot Springs et de la ville d'Agassiz.

## Description du tracé

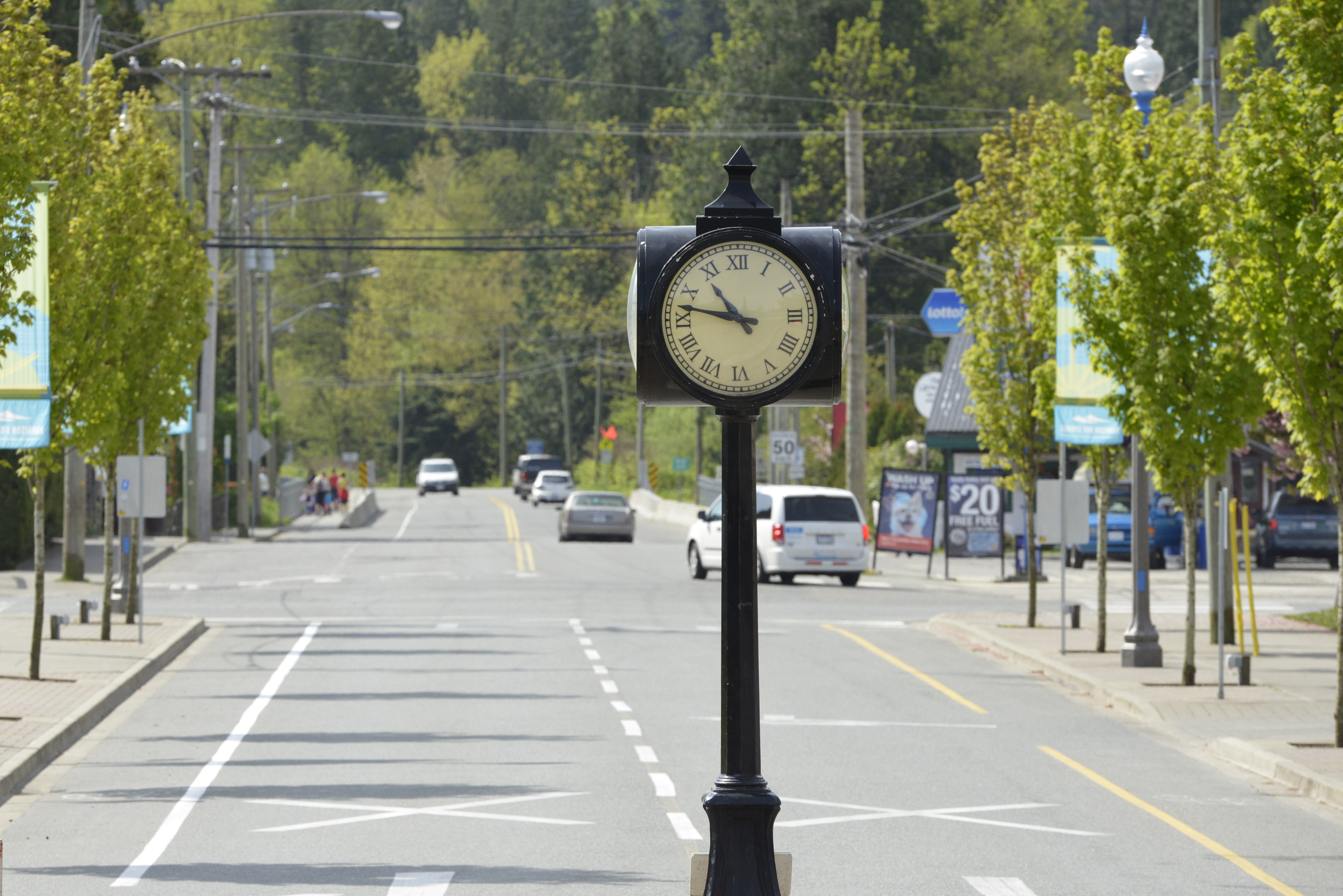
Terminus nord de la route 9 à Harrison Hot Springs

La route 9 parcourt 16 km (10 mi). À son terminus sud, la route débute à l'échangeur avec la route 1 près de Bridal Falls. Elle se dirige vers le nord sur 2,8 km (1,7 mi) jusqu'à ce qu'elle atteigne le fleuve Fraser, qu'elle traverse. Elle continue ensuite vers le nord jusqu'au centre d'Agassiz. Elle y rencontre la route 7 avec laquelle elle forme un court multiplex dans la ville. La route 9 se sépare ensuite de la route 7 et continue son trajet vers le nord. Elle atteint Harrison Hot Springs 6,4 km (4 mi) au nord où elle prend fin en face du Lac Harrison.

## Intersections majeures
| District régional       | Ville                | km                         | Destinations                                       | Notes                                   |
| ----------------------- | -------------------- | -------------------------- | -------------------------------------------------- | --------------------------------------- |
| Fraser Valley           |                      | 0,00                       | BC-1 – Vancouver, Hope                             | Échangeur; sortie 135 de la BC-1        |
| Fraser Valley           | 0,54                 | Yale Road – Chilliwack     | Carrefour giratoire                                |                                         |
| Fraser Valley           | 2,81–4,67            | Traversée du fleuve Fraser | Traversée du fleuve Fraser                         |                                         |
| Fraser Valley           | Kent                 | 5,44                       | Agassiz Bypass vers BC-7 est – Hope                |                                         |
| Fraser Valley           | Kent                 | 7,67                       | BC-7 est (Lougheed Highway) – Hope                 | Terminus sud du multiplex avec la BC-7  |
| Fraser Valley           | Kent                 | 9,26                       | BC-7 ouest (Lougheed Highway) – Mission, Vancouver | Terminus nord du multiplex avec la BC-7 |
| Fraser Valley           | Harrison Hot Springs | 15,65                      | Esplande Road                                      |                                         |
| - Terminus de multiplex |                      |                            |                                                    |                                         |